# Eumannia bytinskii
Eumannia bytinskii är en fjärilsart som beskrevs av Eugen Wehrli 1939. Eumannia bytinskii ingår i släktet Eumannia och familjen mätare. Inga underarter finns listade i Catalogue of Life.